# Lijst van gemeenten in het departement Moselle
Hieronder volgt een lijst van de 730 gemeenten (communes) in het Franse departement Moselle (departement 57).

## A
Aboncourt
- Aboncourt-sur-Seille
- Abreschviller
- Achain
- Achen
- Adaincourt
- Adelange
- Ajoncourt
- Alaincourt-la-Côte
- Albestroff
- Algrange
- Alsting
- Altrippe
- Altviller
- Alzing
- Amanvillers
- Amelécourt
- Amnéville
- Ancerville
- Ancy-sur-Moselle
- Angevillers
- Antilly
- Anzeling
- Apach
- Arraincourt
- Argancy
- Arriance
- Arry
- Ars-Laquenexy
- Ars-sur-Moselle
- Arzviller
- Aspach
- Assenoncourt
- Attilloncourt
- Aube
- Audun-le-Tiche
- Augny
- Aulnois-sur-Seille
- Aumetz
- Avricourt
- Ay-sur-Moselle
- Azoudange

## B
Bacourt
- Baerenthal
- Bambiderstroff
- Bannay
- Ban-Saint-Martin, Le
- Barchain
- Baronville
- Barst
- Basse-Ham
- Basse-Rentgen
- Bassing
- Baudrecourt
- Bazoncourt
- Bébing
- Béchy
- Behren-lès-Forbach
- Bellange
- Bénestroff
- Béning-lès-Saint-Avold
- Berg-sur-Moselle
- Bérig-Vintrange
- Berling
- Bermering
- Berthelming
- Bertrange
- Berviller-en-Moselle
- Bettange
- Bettborn
- Bettelainville
- Betting
- Bettviller
- Beux
- Beyren-lès-Sierck
- Bezange-la-Petite
- Bibiche
- Bickenholtz
- Bidestroff
- Biding
- Bining
- Bioncourt
- Bionville-sur-Nied
- Belles-Forêts
- Bisten-en-Lorraine
- Bistroff
- Bitche
- Blanche-Église
- Bliesbruck
- Blies-Ébersing
- Blies-Guersviller
- Boucheporn
- Boulange
- Boulay-Moselle
- Bourgaltroff
- Bourdonnay
- Bourscheid
- Bousbach
- Bousse
- Bousseviller
- Boust
- Boustroff
- Bouzonville
- Bréhain
- Breidenbach
- Breistroff-la-Grande
- Brettnach
- Val-de-Bride
- Bronvaux
- Brouck
- Brouderdorff
- Brouviller
- Brulange
- Buchy
- Buding
- Budling
- Buhl-Lorraine
- Burlioncourt
- Burtoncourt

## C
Cappel
- Carling
- Cattenom
- Chailly-lès-Ennery
- Chambrey
- Chanville
- Charleville-sous-Bois
- Charly-Oradour
- Château-Bréhain
- Château-Rouge
- Château-Salins
- Château-Voué
- Châtel-Saint-Germain
- Chémery-les-Deux
- Cheminot
- Chenois
- Chérisey
- Chesny
- Chicourt
- Chieulles
- Clouange
- Cocheren
- Coincy
- Coin-lès-Cuvry
- Coin-sur-Seille
- Colligny
- Colmen
- Condé-Northen
- Conthil
- Contz-les-Bains
- Corny-sur-Moselle
- Coume
- Courcelles-Chaussy
- Courcelles-sur-Nied
- Craincourt
- Créhange
- Creutzwald
- Cutting
- Cuvry

## D
Dabo
- Dalem
- Dalhain
- Dalstein
- Danne-et-Quatre-Vents
- Dannelbourg
- Delme
- Denting
- Desseling
- Destry
- Diane-Capelle
- Diebling
- Diesen
- Dieuze
- Diffembach-lès-Hellimer
- Distroff
- Dolving
- Domnon-lès-Dieuze
- Donjeux
- Donnelay
- Dornot

## E
Ébersviller
- Éblange
- Éguelshardt
- Eincheville
- Elvange
- Elzange
- Enchenberg
- Ennery
- Entrange
- Epping
- Erching
- Ernestviller
- Erstroff
- Escherange
- Étangs, Les
- Etting
- Etzling
- Évrange

## F
Failly
- Falck
- Fameck
- Farébersviller
- Farschviller
- Faulquemont
- Fénétrange
- Fèves
- Féy
- Filstroff
- Fixem
- Flastroff
- Fleisheim
- Flétrange
- Fleury
- Flévy
- Flocourt
- Florange
- Folkling
- Folschviller
- Fonteny
- Fontoy
- Forbach
- Fossieux
- Foulcrey
- Fouligny
- Foville
- Francaltroff
- Fraquelfing
- Frauenberg
- Freistroff
- Frémery
- Frémestroff
- Fresnes-en-Saulnois
- Freybouse
- Freyming-Merlebach
- Fribourg

## G
Gandrange
- Garrebourg
- Gavisse
- Gelucourt
- Gerbécourt
- Givrycourt
- Glatigny
- Goetzenbruck
- Goin
- Gomelange
- Gondrexange
- Gorze
- Gosselming
- Gravelotte
- Grémecey
- Gréning
- Grindorff-Bizing
- Grosbliederstroff
- Gros-Réderching
- Grostenquin
- Grundviller
- Guebenhouse
- Guébestroff
- Guéblange-lès-Dieuze
- Val-de-Guéblange, Le
- Guébling
- Guénange
- Guenviller
- Guermange
- Guerstling
- Guerting
- Guessling-Hémering
- Guinglange
- Guinkirchen
- Guinzeling
- Guntzviller

## H
Haboudange
- Hagen
- Hagondange
- Hallering
- Halstroff
- Basse-Ham
- Ham-sous-Varsberg
- Hambach
- Hampont
- Hangviller
- Hannocourt
- Han-sur-Nied
- Hanviller
- Haraucourt-sur-Seille
- Hargarten-aux-Mines
- Harprich
- Harreberg
- Hartzviller
- Haselbourg
- Haspelschiedt
- Hattigny
- Hauconcourt
- Haut-Clocher
- Haute-Kontz
- Haute-Vigneulles
- Havange
- Hayange
- Hayes
- Hazembourg
- Heining-lès-Bouzonville
- Hellering-lès-Fénétrange
- Hellimer
- Helstroff
- Hémilly
- Héming
- Henridorff
- Henriville
- Hérange
- Hermelange
- Herny
- Hertzing
- Hesse
- Hestroff
- Hettange-Grande
- Hilbesheim
- Hilsprich
- Hinckange
- Holacourt
- Holling
- Holving
- Hombourg-Budange
- Hombourg-Haut
- Hommarting
- Hommert
- Honskirch
- L'Hôpital
- Hoste
- Hottviller
- Hultehouse
- Hundling
- Hunting

## I
Ibigny
- Illange
- Imling
- Inglange
- Insming
- Insviller
- Ippling

## J
Jallaucourt
- Jouy-aux-Arches
- Jury
- Jussy
- Juvelize
- Juville

## K
Kalhausen
- Kanfen
- Kappelkinger
- Kédange-sur-Canner
- Kemplich
- Kerbach
- Kerling-lès-Sierck
- Kerprich-aux-Bois
- Kirsch-lès-Sierck
- Kirschnaumen
- Kirviller
- Klang
- Knutange
- Kœnigsmacker
- Haute-Kontz
- Kuntzig

## L
Lachambre
- Lafrimbolle
- Lagarde
- Lambach
- Landange
- Landroff
- Laneuveville-lès-Lorquin
- Laneuveville-en-Saulnois
- Langatte
- Languimberg
- Laning
- Laquenexy
- Laudrefang
- Laumesfeld
- Launstroff
- Lelling
- Lemberg
- Lemoncourt
- Lemud
- Lengelsheim
- Léning
- Lesse
- Lessy
- Ley
- Leyviller
- Lezey
- Lidrezing
- Liederschiedt
- Liéhon
- Lindre-Basse
- Lindre-Haute
- Liocourt
- Lixheim
- Lixing-lès-Rouhling
- Lixing-lès-Saint-Avold
- Lhor
- Lommerange
- Longeville-lès-Metz
- Longeville-lès-Saint-Avold
- Lorquin
- Lorry-lès-Metz
- Lorry-Mardigny
- Lostroff
- Loudrefing
- Loupershouse
- Loutzviller
- Louvigny
- Lubécourt
- Lucy
- Luppy
- Luttange
- Lutzelbourg

## M
Macheren
- Mainvillers
- Maizeroy
- Maizery
- Maizières-lès-Metz
- Maizières-lès-Vic
- Malaucourt-sur-Seille
- Malling
- Malroy
- Manderen
- Manhoué
- Manom
- Many
- Marange-Silvange
- Marange-Zondrange
- Marieulles
- Marimont-lès-Bénestroff
- Marly
- Marsal
- Marsilly
- Marthille
- Maxe, La
- Maxstadt
- Mécleuves
- Mégange
- Meisenthal
- Menskirch
- Merschweiller
- Merten
- Métairies-Saint-Quirin
- Metting
- Metz
- Metzeresche
- Metzervisse
- Metzing
- Mey
- Mittelbronn
- Mittersheim
- Molring
- Momerstroff
- Moncheux
- Moncourt
- Mondelange
- Mondorff
- Monneren
- Montbronn
- Montdidier
- Montenach
- Montigny-lès-Metz
- Montois-la-Montagne
- Montoy-Flanville
- Morhange
- Morsbach
- Morville-lès-Vic
- Morville-sur-Nied
- Moulins-lès-Metz
- Moussey
- Mouterhouse
- Moyenvic
- Moyeuvre-Grande
- Moyeuvre-Petite
- Mulcey
- Munster

## N
Narbéfontaine
- Nébing
- Nelling
- Neufchef
- Neufgrange
- Neufmoulins
- Neufvillage
- Neunkirchen-lès-Bouzonville
- Niderhoff
- Niderviller
- Niederstinzel
- Niedervisse
- Nilvange
- Nitting
- Noisseville
- Norroy-le-Veneur
- Nouilly
- Nousseviller-lès-Bitche
- Nousseviller-Saint-Nabor
- Novéant-sur-Moselle

## O
Oberdorff
- Obergailbach
- Oberstinzel
- Obervisse
- Obreck
- Œting
- Ogy
- Ommeray
- Oriocourt
- Ormersviller
- Orny
- Oron
- Ottange
- Ottonville
- Oudrenne

## P
Pagny-lès-Goin
- Pange
- Peltre
- Petit-Réderching
- Petit-Tenquin
- Petite-Rosselle
- Pettoncourt
- Pévange
- Phalsbourg
- Philippsbourg
- Piblange
- Pierrevillers
- Plaine-de-Walsch
- Plappeville
- Plesnois
- Pommérieux
- Pontoy
- Pontpierre
- Porcelette
- Postroff
- Pouilly
- Pournoy-la-Chétive
- Pournoy-la-Grasse
- Prévocourt
- Puttelange-aux-Lacs
- Puttelange-lès-Thionville
- Puttigny
- Puzieux

## R
Racrange
- Rahling
- Ranguevaux
- Raville
- Réchicourt-le-Château
- Rédange
- Réding
- Rémelfang
- Rémelfing
- Rémeling
- Rémering
- Rémering-lès-Puttelange
- Rémilly
- Réning
- Basse-Rentgen
- Retonfey
- Rettel
- Reyersviller
- Rezonville
- Rhodes
- Riche
- Richeling
- Richemont
- Richeval
- Rimling
- Ritzing
- Rochonvillers
- Rodalbe
- Rodemack
- Rohrbach-lès-Bitche
- Rolbing
- Rombas
- Romelfing
- Roncourt
- Roppeviller
- Rorbach-lès-Dieuze
- Rosbruck
- Rosselange
- Rouhling
- Roupeldange
- Roussy-le-Village
- Rozérieulles
- Rurange-lès-Thionville
- Russange
- Rustroff

## S
Sailly-Achâtel
- Saint-Avold
- Sainte-Barbe
- Saint-Epvre
- Saint-François-Lacroix
- Saint-Georges
- Saint-Hubert
- Saint-Jean-de-Bassel
- Saint-Jean-Kourtzerode
- Saint-Jean-Rohrbach
- Saint-Julien-lès-Metz
- Saint-Jure
- Saint-Louis
- Saint-Louis-lès-Bitche
- Sainte-Marie-aux-Chênes
- Saint-Médard
- Saint-Privat-la-Montagne
- Saint-Quirin
- Sainte-Ruffine
- Salonnes
- Sanry-lès-Vigy
- Sanry-sur-Nied
- Sarralbe
- Sarraltroff
- Sarrebourg
- Sarreguemines
- Sarreinsming
- Saulny
- Schalbach
- Schmittviller
- Schneckenbusch
- Schœneck
- Schorbach
- Schwerdorff
- Schweyen
- Scy-Chazelles
- Secourt
- Seingbouse
- Semécourt
- Serémange-Erzange
- Servigny-lès-Raville
- Servigny-lès-Sainte-Barbe
- Sierck-les-Bains
- Siersthal
- Sillegny
- Silly-en-Saulnois
- Silly-sur-Nied
- Solgne
- Sorbey
- Sotzeling
- Soucht
- Spicheren
- Stiring-Wendel
- Stuckange
- Sturzelbronn
- Suisse

## T
Talange
- Tarquimpol
- Tenteling
- Terville
- Téterchen
- Teting-sur-Nied
- Théding
- Thicourt
- Thimonville
- Thionville
- Thonville
- Tincry
- Torcheville
- Tragny
- Trémery
- Tressange
- Tritteling-Redlach
- Troisfontaines
- Tromborn
- Turquestein-Blancrupt

## U
Uckange

## V
Vahl-Ebersing
- Vahl-lès-Bénestroff
- Vahl-lès-Faulquemont
- Val-de-Bride
- Val-de-Guéblange, Le
- Vallerange
- Valmestroff
- Valmont
- Valmunster
- Vannecourt
- Vantoux
- Vany
- Varize
- Varsberg
- Vasperviller
- Vatimont
- Vaudreching
- Vaux
- Vaxy
- Veckersviller
- Veckring
- Velving
- Vergaville
- Vernéville
- Verny
- Vescheim
- Vibersviller
- Vic-sur-Seille
- Vieux-Lixheim
- Haute-Vigneulles
- Vigny
- Vigy
- Viller
- Villers-Stoncourt
- Villers-sur-Nied
- Villing
- Vilsberg
- Vionville
- Virming
- Vitry-sur-Orne
- Vittersbourg
- Vittoncourt
- Viviers
- Voimhaut
- Volmerange-lès-Boulay
- Volmerange-les-Mines
- Volmunster
- Volstroff
- Voyer
- Vry
- Vulmont

## W
Waldhouse
- Waldweistroff
- Waldwisse
- Walschbronn
- Walscheid
- Waltembourg
- Wiesviller
- Willerwald
- Wintersbourg
- Wittring
- Vœlfling-lès-Bouzonville
- Wœlfling-lès-Sarreguemines
- Woippy
- Woustviller
- Wuisse

## X
Xanrey
- Xocourt
- Xouaxange

## Y
Yutz

## Z
Zarbeling
- Zetting
- Zilling
- Zimming
- Zommange
- Zoufftgen